# Kaki no tane

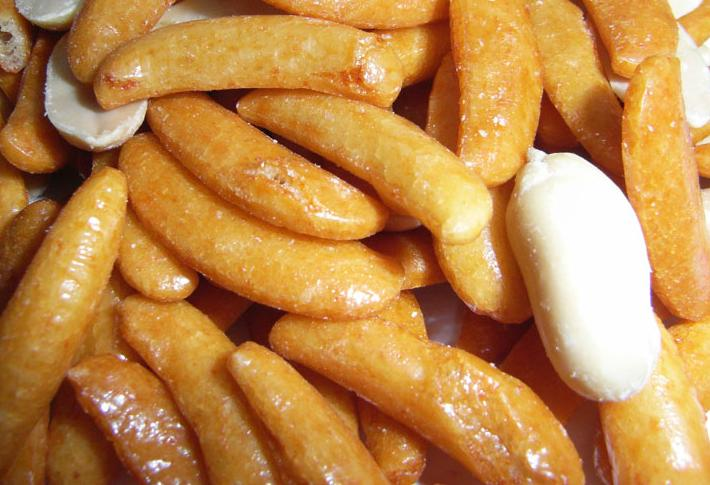
Kakipii

El kaki no tane (柿の種 literalmente «semillas de caqui»?) o kaki-pi (柿の種 de 柿 kaki, ‘caqui’, y ピー pii, de peanut, ‘cacahuete’ en inglés?) es un aperitivo de galleta de arroz y cacahuete con sabor a soja y picante, muy popular en Japón.
Sus dos ingredientes principales son el kaki no tane (pequeños fragmentos de galletas senbei con forma de media luna) y los kaki-pi (cacahuetes); aunque hay otras variedades modernas. El kakippi se consume a menudo como aperitivo para acompañar a la cerveza. Su forma recuerda a la del centro del fruto del caqui.